# François Camille Conrad Jeantet
François Camille Conrad Jeantet  (né le 22 mai 1839 à Lachapelle-sous-Rougemont, mort le 8 février 1895 à Alençon) est un général français sous la IIIe République.

## Biographie
Jeantet nait comme fils de François Joseph Antoine Jeantet, maître de poste et maire de Lachapelle-sous-Rougemont (1813 à 1816; 1837 à 1848). Il fait ses études au collège de Lachapelle, puis à Metz et à Paris avant d’entrer à l'école spéciale militaire de Saint-Cyr le 5 novembre 1858. Il sort en 1860 avec la promotion de Solférino comme sous-lieutenant, affecté le 1er octobre 1860 au 3e régiment de chasseurs d'Afrique en Algérie. Il part au Mexique en 1862 où, taxé de divers exploits, il obtient la Croix de chevalier de la Légion d'honneur et est créé Chevalier de l'ordre de Notre-Dame de Guadalupe. Il est cité au corps expéditionnaire pour s'être distingué au combat de San Carlos le 16 décembre 1865 et où il est blessé. Il est nommé lieutenant le 15 septembre 1866 avant de revenir du Mexique en 1867.
Jeantet est ensuite promu capitaine le 24 décembre 1869 et l'annéer suivante, il participe à la guerre contre les prussiens comme capitaine adjudant major du 3e régiment de chasseurs d'Afrique. Il tombe malade et entre à l'hôpital de Sainte-Menéhould le 22 août 1870. En escortant l'empereur, il est fait prisonnier à Sedan le 6 septembre 1870.
Après la guerre de 1870, Jeantet est muté au 11e régiment de dragons en Algérie.  En 1872, il obtient sa mutation en France pour raison de santé. Le 27 mai 1876, il est promu chef d'escadron 25e régiment de dragons; le 27 février 1882 il devient lieutenant-colonel au 6e chasseurs.
Il épouse Marie Carole le 31 janvier 1885 à Saint-Mihiel. Le 24 août 1886 il est promu colonel du 12e chasseurs et enfin le 29 décembre 1891 général de brigade commandant la brigade de cavalerie du 4ème CA de 1892 à 1894. Il est fait Officier de la Légion d'Honneur.
Jeantet meurt à Alençon le 8 février 1895, des séquelles de fièvres contractées pendant ses expéditions.